# 床边妖怪
床边妖怪（Boogeyman、或稱boogieman）是都市传说的虛構妖怪，被成人用来吓唬儿童。其没有具体的外貌，不同的家庭和文化对它们的概念也大相径庭（如台灣的虎姑婆、因紐特傳說的ijiraq、拉丁美洲的庫庫伊），在西方文化中最常见的形象是潛伏於床底、床邊的怪物，惩罚行为不端的儿童。
床邊妖怪常常用以嚇唬不乖的小孩，妖怪的傳說取决于家長需要达到什么目的，例如：父母有时也会以“你还不睡觉床边妖怪会来抓你”来吓小孩要他们按時就寢。
他們通常以儿童的害怕的形象为依据。该词有时被用作恐怖與噩夢的代名詞，在某些情况下，还被用作惡魔的隐喻。然而床邊怪物不一定要是虛構的事物，一些真實存在但形象駭人的人事物也可能被用於此類用途，例如在台灣，一些家長會用「不乖會被警察抓走」來恐嚇不乖的小孩。

## 流行文化
- 珍妮佛肯特（Jennifer Kent）的《The Babadook》2014年，與捷佛瑞席洛（jeffrey c.schiro）的《the boogeyman》1982年，均以此傳說為發想题材。[2]

## 相关
- 都市传说列表

- 虎姑婆

- 庫庫伊

- 芭芭雅嘎

- 世界妖怪与怪物列表